# KrAZ-6446
KrAZ-6446 – ciężki ciągnik siodłowy produkowany przez firmę KrAZ od 1994 roku. 6446 zastąpił w ofercie KrAZ ciężarówki KrAZ-260W. Występuje w wariantach od 34 do 40 ton. Ciężarówki te wykorzystywane były w Armii Ukraińskiej.

## Dane techniczne

### Silnik
- V8 14,86 l (14860 cm³) JaMZ-238DE2
- Moc maksymalna: 330 KM przy 2100 obr./min
- Maksymalny moment obrotowy: 1275 Nm przy 1100-1300 obr./min

### Osiągi
- Prędkość maksymalna: 75-85 km/h (załadowany)
- Średnie zużycie paliwa: 50,0 l / 100 km

### Inne
- Przekładnia mechaniczna, 8-biegowa JaMZ-2381
- Promień skrętu: 27 m
- Koła: 16.00R20 lub 445/65R22,5
- Ładowność: 34000 kg
- Prześwit: 370-390 mm